# Sanche III (roi de Castille)
Pour les articles homonymes, voir Sanche III et Sanche.
Sanche III de Castille, dit Sanche le Désiré (Sanche El Deseado), né vers 1134 à Tolède et mort le 31 août 1158 dans cette même ville, est roi de Castille de 1157 à 1158.

## Biographie
Il est le fils d'Alphonse VII (1105-1157), roi de Galice (1112-1157), roi de León (1122-1157), empereur d'Espagne (1135-?), et de Bérengère de Barcelone (morte en 1149).
En 1149, il est titré par son père « roi de Castille et de Tolède ».
Il lutte contre son beau-frère, le roi de Navarre Sanche VI le Sage, qui tente de s'emparer de la Castille.

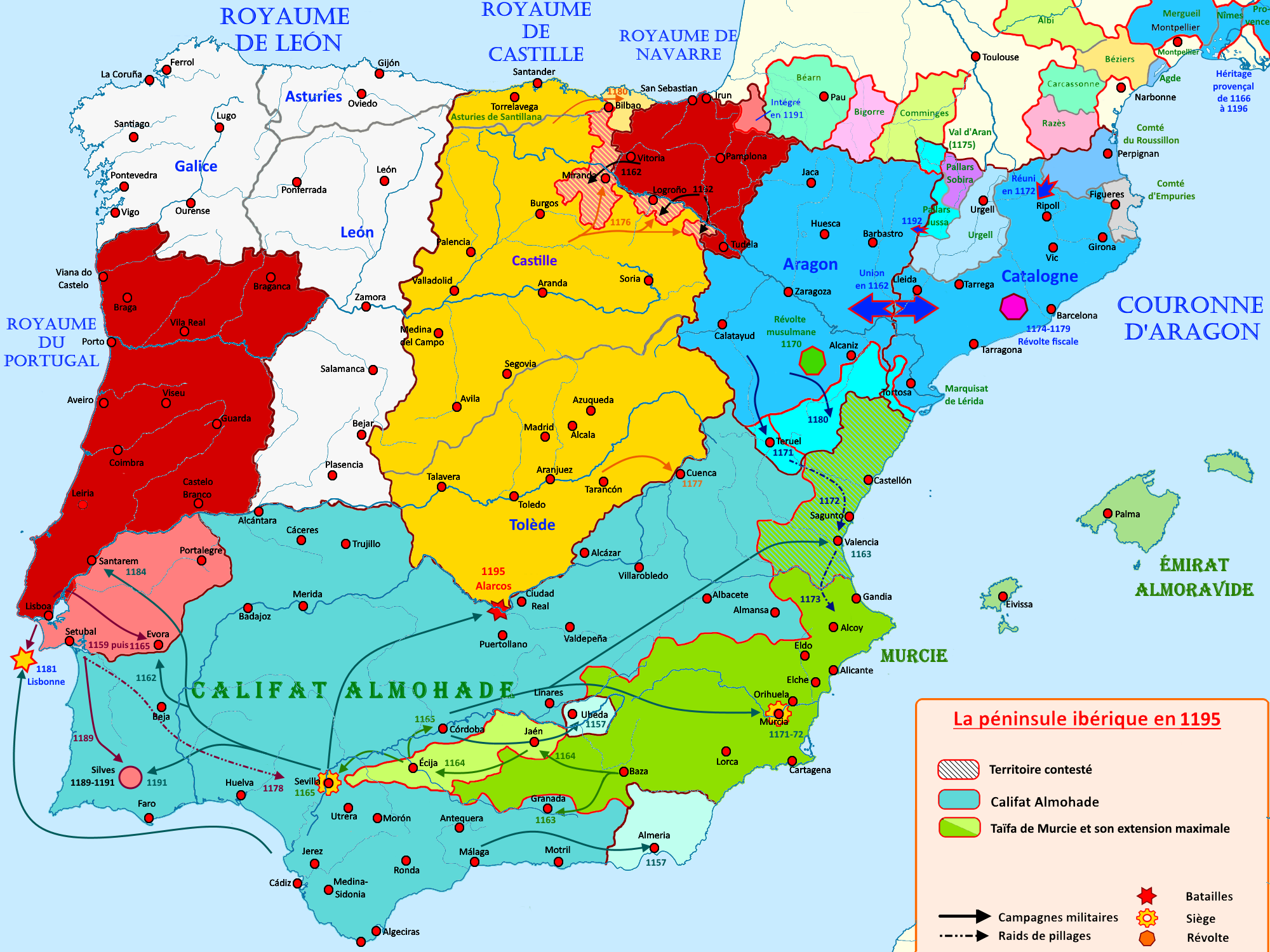
Le partage de 1157.

Après la mort de son père, en 1157, il renonce au León, qu'il laisse à son frère cadet Ferdinand II.
Une fois la menace navarraise écartée, il entreprend de contenir la poussée des Almohades contre la ville de Calatrava, ce qui donne l'occasion de fonder l'ordre de Calatrava, après que l'abbé Raymond de Fitero se soit chargé d'assurer victorieusement la défense de la cité menacée, défense que les Templiers espagnols avaient auparavant estimée impossible.

## Mariage et descendance
En 1151, il épouse Blanche de Navarre (morte en 1157), fille de García V (mort en 1150), roi de Navarre (1134-1150), et de Marguerite de l'Aigle (v. 1104-1141).
De cette union est né :
- Alphonse VIII (1155-1214), roi de Castille et León (1158-1214).